# Секијано (Римини)
Секијано је насеље у Италији у округу Римини, региону Емилија-Ромања.
Према процени из 2011. у насељу је живело 1129 становника. Насеље се налази на надморској висини од 217 м.